# Olympische Sommerspiele 2012/Leichtathletik – Hammerwurf (Frauen)

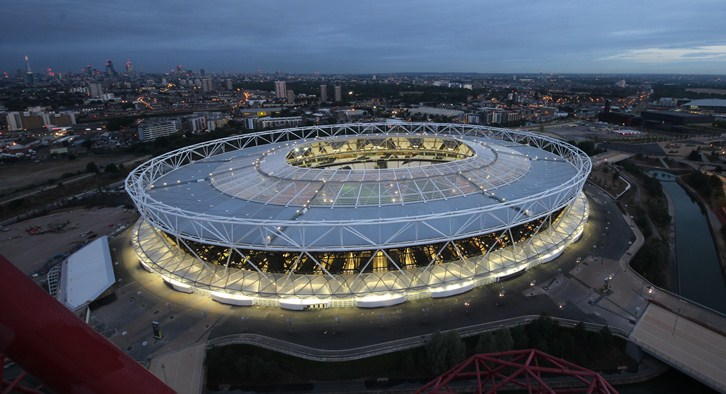
Das Olympiastadion von London im Jahr 2015

Der Hammerwurf der Frauen bei den Olympischen Spielen 2012 in London wurde am 8. und 10. August 2012 im Olympiastadion London ausgetragen. 37 Athletinnen nahmen teil.
Olympiasiegerin wurde die Polin Anita Włodarczyk, die vor der Deutschen Betty Heidler und der Chinesin Zhang Wenxiu gewann.
Für Deutschland nahm neben der Medaillengewinnerin Heidler Kathrin Klaas teil, die ebenfalls das Finale erreichte und Vierte wurde.

Athletinnen aus der Schweiz, Österreich und Liechtenstein waren nicht am Start.
Beim olympischen Hammerwurfwettbewerb kamen erstmals funkgesteuerte Modellautos der Marke Mini Cooper zum Einsatz, die das Sportgerät wieder zurück zum Abwurfkreis brachten.

## Aktuelle Titelträgerinnen
| Olympiasiegerin                      | Yipsi Moreno ( Kuba)             | 75,20 m | Peking 2008       |
| Weltmeisterin                        | Tatjana Lyssenko ( Russland)     | 77,13 m | Daegu 2011        |
| Europameisterin                      | Anita Włodarczyk ( Polen)        | 74,29 m | Helsinki 2012     |
| Zentralamerika und Karibik-Meisterin | Johana Moreno ( Kolumbien)       | 67,97 m | Mayagüez 2011     |
| Südamerika-Meisterin                 | Jennifer Dahlgren ( Argentinien) | 72,70 m | Buenos Aires 2011 |
| Asienmeisterin                       | Masumi Aya ( Japan)              | 67,19 m | Kōbe 2011         |
| Afrikameisterin                      | Amy Sène ( Senegal)              | 65,55 m | Porto-Novo 2012   |
| Ozeanienmeisterin                    | Rebecca Hodgson ( Neuseeland)    | 47,78 m | Cairns 2012       |

## Rekorde

### Bestehende Rekorde
| Weltrekord         | Betty Heidler ( Deutschland) | 79,42 m | Halle an der Saale, Deutschland       | 21. Mai 2011    |
| Olympischer Rekord | Yipsi Moreno ( Kuba)         | 75,20 m | Finale OS Peking, Volksrepublik China | 20. August 2008 |

### Rekordverbesserungen
Der bestehende olympische Rekord wurde insgesamt viermal verbessert. Außerdem wurde ein neuer Landesrekord aufgestellt.
- Olympische Rekorde:
  - 75,68 m – Anita Włodarczyk (Polen), Qualifikation am 8. August, Gruppe A, erster Versuch
  - 76,34 m – Zhang Wenxiu (Volksrepublik China), Finale am 10. August, zweiter Versuch
  - 77,12 m – Betty Heidler (Deutschland), Finale am 10. August, fünfter Versuch
  - 75,68 m – Anita Włodarczyk (Polen), Finale am 10. August, sechster Versuch
- Landesrekord:
  - 71,98 m – Sophie Hitchon (Großbritannien), Qualifikation am 8. August, Gruppe A, dritter Versuch

## Doping und die Folgen
Der Hammerwurf gehörte mit gleich sieben Dopingfällen zu den am meisten belasteten Wettbewerben dieser Londoner Spiele.
- Vier Finalistinnen wurden ihre Medaillen beziehungsweise Platzierungen aberkannt:
  - Im Oktober 2016 wurde bei Nachuntersuchungen in der Dopingprobe der ursprünglichen Goldmedaillengewinnerin Tatjana Lyssenko aus Russland Dehydrochlormethyltestosteron nachgewiesen. Die Russin wurde disqualifiziert, ihr Olympiasieg aberkannt.[3] Damit war nun die Polin Anita Włodarczyk Olympiasiegerin, die Deutsche Betty Heidler rückte auf Platz zwei vor, die Chinesin Zhang Wenxiu auf Platz drei und alle weiteren Athletinnen verbesserten sich um einen Rang nach vorne.
  - Die zunächst sechstplatzierte Belarussin Aksana Mjankowa wurde wegen Verstoßes gegen die Dopingbestimmungen wie schon bei den Spielen 2008 disqualifiziert.[4]
  - Zalina Petrivskaya aus der Republik Moldau – zunächst Siebte – wurde ihre Platzierung wegen Dopingmissbrauchs aberkannt.[5]
  - Im März 2017 wurde eine weitere Russin, Marija Bespalowa, zunächst auf Platz zehn, wegen Dopingmissbrauchs disqualifiziert.[6] In allen Fällen verbesserten sich die Platzierungen aller anderen Werferinnen entsprechend.
- Die Dopingfälle fünf und sechs betrafen Sportlerinnen die in der Qualifikation ausgeschieden waren:
  - Das Ergebnis der Russin Gulfija Chanafejewa von den Spielen in London wurde nach einer positiven Dopingprobe annulliert.[7]
  - Die Belarussin Alena Matoschka wurde im Dezember 2019 nach einem positiven Befund eines Nachtests disqualifiziert. Sie hatte mit Oxandrolon, einem anabolen Steroid gedopt.[8]
- Der siebte Dopingfall war bereits vor dem Wettkampf in London aufgetreten:
  - Marina Marghieva aus der Republik Moldau, Zalina Petrivskayas Schwester, wurde nach einer positiven Dopingprobe aus ihrem Olympiateam gestrichen.[9]

Leidtragende waren in erster Linie folgende Athletinnen, deren Medaillen und Platzierungen erst mit zum Teil nachgereicht bzw. korrigiert wurden, die Hammerwerferinnen, denen in der Qualifikation ein Weiterkommen verwehrt wurde. 
- Betroffene Werferinnen im Medaillenbereich:
  - Anita Włodarczyk, Polen – erst mit mehreren Jahren Verspätung zur Olympiasiegerin erklärt
  - Anita Włodarczyk, Polen – kam erst mit mehreren Jahren Verspätung zu ihrer Bronzemedaille und konnte nicht an der Siegerehrung teilnehmen
- Drei Athletinnen wurden um die ihnen zustehenden drei zusätzlichen Würfe der besten acht Finalistinnen gebracht:
  - Stéphanie Falzon, Frankreich – mit 73,06 m in der bereinigten Endwertung auf Platz sechs
  - Joanna Fiodorow, Polen – mit 72,37 m in der bereinigten Endwertung auf Platz sieben
  - Sophie Hitchon, Großbritannien – mit 69,33 m in der bereinigten Endwertung auf Platz acht
- Aufgrund ihrer Weiten aus dem Qualifikationswettbewerb wären folgende vier Sportlerinnen im Finale startberechtigt gewesen:
  - Amber Campbell, USA – 69,93 m, Qualifikationsgruppe A
  - Jessica Cosby, USA – 69,65 m, Qualifikationsgruppe A
  - Kıvılcım Kaya, Türkei – 69,50 m, Qualifikationsgruppe A
  - Éva Orbán, Ungarn – 68,64 m, Qualifikationsgruppe B

## Legende
Kurze Übersicht zur Bedeutung der Symbolik – so üblicherweise auch in sonstigen Veröffentlichungen verwendet:
| – | verzichtet |
| x | ungültig   |

Anmerkungen:
- Alle Zeiten in diesem Beitrag sind nach Ortszeit London (UTC±0) angegeben.
- Alle Weitenangaben sind in Metern (m) notiert.

## Qualifikation
Acht Athletinnen (hellblau unterlegt) – darunter drei Dopingbetrügerinnen – übertrafen die direkte Finalqualifikationsweite von 71,50 m. Damit war die Mindestanzahl von zwölf Finalteilnehmerinnen nicht erreicht und das Finalfeld wurde mit den vier nächstbesten Starterinnen beider Gruppen (hellgrün unterlegt) auf zwölf Wettbewerberinnen aufgefüllt. So mussten schließlich 70,48 m für die Finalteilnahme erbracht werden. Zu den fünf über ihre Platzierung für das Finale qualifizierten Werferinnen gehörten auch eine weitere Dopingbetrügerin, sodass schließlich nur acht Athletinnen in die Finalwertung kamen.

### Gruppe A
8. August 2012, 11:40 Uhr
| Platz | Name             | Nation         | 1. Versuch | 2. Versuch | 3. Versuch | Weite | Anmerkung                              |
| ----- | ---------------- | -------------- | ---------- | ---------- | ---------- | ----- | -------------------------------------- |
| 1     | Anita Włodarczyk | Polen          | 75,68 OR   | –          | –000       | 75,68 | OR                                     |
| 2     | Betty Heidler    | Deutschland    | 72,63000   | 74,44000   | –000       | 74,44 |                                        |
| 3     | Yipsi Moreno     | CUB            | 73,95000   | –          | –000       | 73,95 |                                        |
| 4     | Sophie Hitchon   | Großbritannien | 67,21000   | x          | 71,98 NR   | 71,98 | NR                                     |
| 5     | Amber Campbell   | USA            | x000       | 69,93      | 67,30000   | 69,93 | eigentlich für das Finale qualifiziert |
| 6     | Jessica Cosby    | USA            | 67,36000   | 69,65      | 68,97000   | 69,65 | eigentlich für das Finale qualifiziert |
| 7     | Kıvılcım Kaya    | Türkei         | 69,50000   | 68,45      | 67,84000   | 69,50 | eigentlich für das Finale qualifiziert |
| 8     | Johana Moreno    | Kolumbien      | 68,53000   | x          | 68,12000   | 68,53 |                                        |
| 9     | Hanna Skydan     | Ukraine        | 68,50000   | 66,68      | 57,69000   | 68,50 |                                        |
| 10    | Martina Hrašnová | Slowakei       | 67,69000   | 68,41      | 67,75000   | 68,41 |                                        |
| 11    | Bianca Perie     | Rumänien       | x000       | 68,34      | x000       | 68,34 |                                        |
| 12    | Ariannis Vichy   | Kuba           | x000       | 67,48      | 64,25000   | 67,48 |                                        |
| 13    | Sultana Frizell  | Kanada         | 66,07000   | 67,45      | x000       | 67,45 |                                        |
| 14    | Rosa Rodríguez   | Venezuela      | 66,66000   | x          | 67,34000   | 67,34 |                                        |
| 15    | Amy Sène         | Senegal        | 65,49000   | 65,43      | x000       | 65,49 |                                        |
| 16    | Silvia Salis     | Italien        | x          | 10,84000   | x000       | 10,84 |                                        |
| DOP   | Tatjana Lyssenko | Russland       | 74,43000   | –          | –000       | 74,43 | für das Finale zugelassen              |
| DOP   | Alena Matoschka  | Belarus        | 66,85000   | 67,03      | 65,22000   | 67,03 | [ 8 ]                                  |

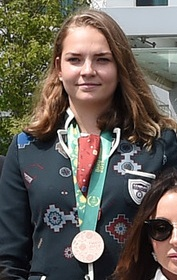
Hanna Skydan – ausgeschieden mit 68,50 m

Weitere in Qualifikationsgruppe A ausgeschiedene Hammerwerferinnen:

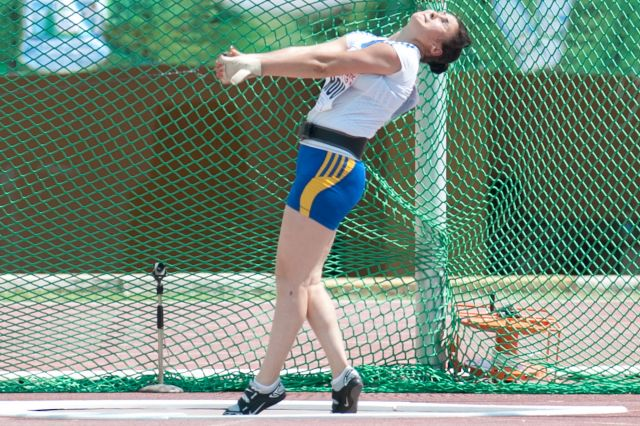
Bianca Perie – 68,34 m
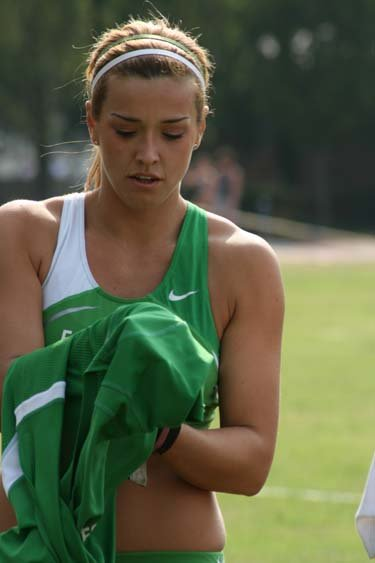
Silvia Salis – 10,84 m in ihrem einzigen gültigen Wurf

### Gruppe B
8. August 2012, 20:35 Uhr
| Platz | Name                | Nation              | 1. Versuch | 2. Versuch | 3. Versuch | Weite | Anmerkung                              |
| ----- | ------------------- | ------------------- | ---------- | ---------- | ---------- | ----- | -------------------------------------- |
| 1     | Zhang Wenxiu        | Volksrepublik China | 74,53      | –          | –          | 74,53 |                                        |
| 2     | Kathrin Klaas       | Deutschland         | 74,14      | –          | –          | 74,14 |                                        |
| 6     | Stéphanie Falzon    | Frankreich          | 70,69      | 71,67      | 69,55      | 71,67 |                                        |
| 7     | Joanna Fiodorow     | Polen               | 70,48      | 68,48      | 69,89      | 70,48 |                                        |
| 9     | Éva Orbán           | Ungarn              | x          | 68,64      | 63,08      | 68,64 | eigentlich für das Finale qualifiziert |
| 10    | Berta Castells      | Spanien             | 67,74      | 68,41      | 65,26      | 68,41 |                                        |
| 11    | Arasay Thondike     | Kuba                | 67,93      | 65,81      | x          | 67,93 |                                        |
| 12    | Tuğçe Şahutoğlu     | Türkei              | 67,58      | 64,11      | 66,56      | 67,58 |                                        |
| 13    | Amanda Bingson      | USA                 | 65,96      | 66,32      | 67,29      | 67,29 |                                        |
| 14    | Barbara Špiler      | Slowenien           | 65,69      | 62,83      | 67,21      | 67,21 |                                        |
| 15    | Kateřina Šafránková | Tschechien          | 66,16      | x          | 65,25      | 66,16 |                                        |
| 16    | Iryna Nowoschylowa  | Ukraine             | 65,35      | 63,98      | 64,29      | 65,35 |                                        |
| 17    | Heather Steacy      | Kanada              | 62,99      | 61,79      | 63,40      | 63,40 |                                        |
| 18    | Vânia Silva         | Portugal            | 62,81      | 62,18      | x          | 62,81 |                                        |
| NM    | Jennifer Dahlgren   | Argentinien         | x          | x          | x          | ogV   |                                        |
| DOP   | Marija Bespalowa    | Russland            | 72,83      | 73,56      | –          | 73,56 | für das Finale zugelassen              |
| DOP   | Aksana Mjankowa     | Belarus             | 69,04      | x          | 73,10      | 73,10 | für das Finale zugelassen              |
| DOP   | Zalina Petrivskaya  | Moldau              | 71,89      | 72,19      | x          | 72,19 | für das Finale zugelassen              |
| DOP   | Gulfija Chanafejewa | Russland            | 68,20      | 69,43      | 69,19      | 69,43 | [ 7 ]                                  |

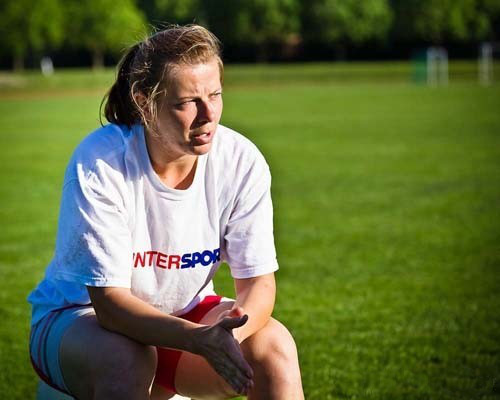
Éva Orbán – ausgeschieden mit 68,64 m nur, weil eine gedopte Werferin vor ihr lag

Weitere in Qualifikationsgruppe B ausgeschiedene Hammerwerferinnen:

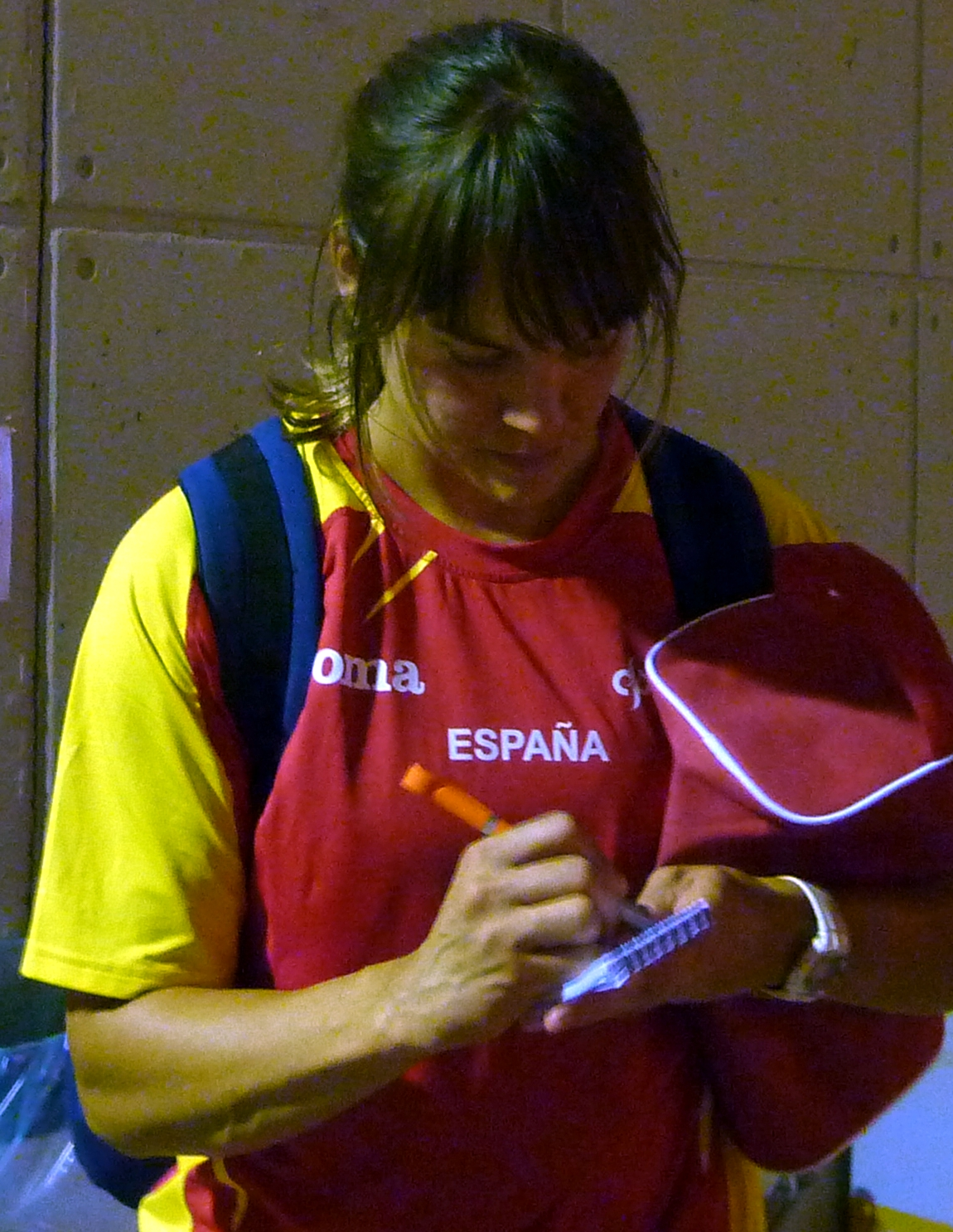
Berta Castells – 68,41 m
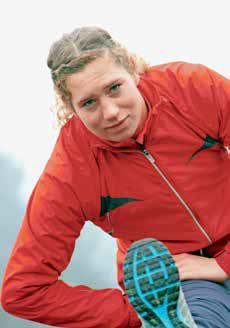
Barbara Špiler – 67,21 m
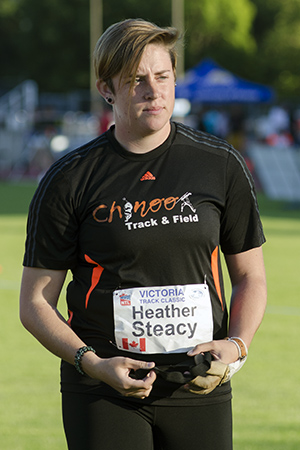
Heather Steacy – 63,40 m
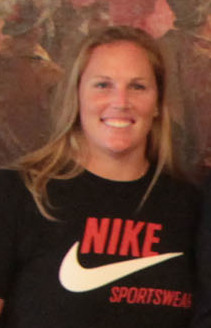
Jennifer Dahlgren – kein gültiger Versuch

## Finale
10. August 2012, 19:35 Uhr
| Platz | Name               | Nation              | 1. Versuch | 2. Versuch | 3. Versuch | 4. Versuch                                    | 5. Versuch                                    | 6. Versuch                                    | Weite | Anmerkung |
| ----- | ------------------ | ------------------- | ---------- | ---------- | ---------- | --------------------------------------------- | --------------------------------------------- | --------------------------------------------- | ----- | --------- |
| 1     | Anita Włodarczyk   | Polen               | 75,01      | 76,02000   | 75,72      | x                                             | 77,10000                                      | 77,60 OR                                      | 77,60 | OR        |
| 2     | Betty Heidler      | Deutschland         | 73,90      | 71,52000   | 72,77      | x                                             | 77,12 OR                                      | 72,77000                                      | 77,13 |           |
| 3     | Zhang Wenxiu       | Volksrepublik China | 72,96      | 76,34 OR   | 73,81      | 68,20                                         | 75,56000                                      | x000                                          | 76,34 |           |
| 4     | Kathrin Klaas      | Deutschland         | x          | 72,79000   | 76,05      | 74,66                                         | 72,88000                                      | x000                                          | 76,05 |           |
| 5     | Yipsi Moreno       | Kuba                | 74,60      | x000       | x          | x                                             | 71,97000                                      | x000                                          | 74,60 |           |
| 6     | Stéphanie Falzon   | Frankreich          | 73,06      | 69,29000   | 71,10      | eigentlich zu drei weiteren Würfen berechtigt | eigentlich zu drei weiteren Würfen berechtigt | eigentlich zu drei weiteren Würfen berechtigt | 73,06 |           |
| 7     | Joanna Fiodorow    | Polen               | 62,34      | 72,37000   | x          | eigentlich zu drei weiteren Würfen berechtigt | eigentlich zu drei weiteren Würfen berechtigt | eigentlich zu drei weiteren Würfen berechtigt | 72,37 |           |
| 8     | Sophie Hitchon     | Großbritannien      | 69,33      | 65,75000   | x          | eigentlich zu drei weiteren Würfen berechtigt | eigentlich zu drei weiteren Würfen berechtigt | eigentlich zu drei weiteren Würfen berechtigt | 69,33 |           |
| DOP   | Tatjana Lyssenko   | Russland            | 77,56      | 75,86000   | 74,39      | 77,12                                         | 78,18000                                      | 77,28000                                      | 78,18 | [ 3 ]     |
| DOP   | Aksana Mjankowa    | Belarus             | 69,50      | x000       | 74,40      | 72,06                                         | x000                                          | x000                                          | 74,40 | [ 4 ]     |
| DOP   | Zalina Petrivskaya | Moldau              | 73,77      | 74,06000   | 72,32      | 72,91                                         | 72,34000                                      | 70,72000                                      | 74,06 | [ 9 ]     |
| DOP   | Marija Bespalowa   | Russland            | 71,13      | x000       | 68,15      | nicht im Finale der besten acht Werferinnen   | nicht im Finale der besten acht Werferinnen   | nicht im Finale der besten acht Werferinnen   | 71,13 | [ 6 ]     |

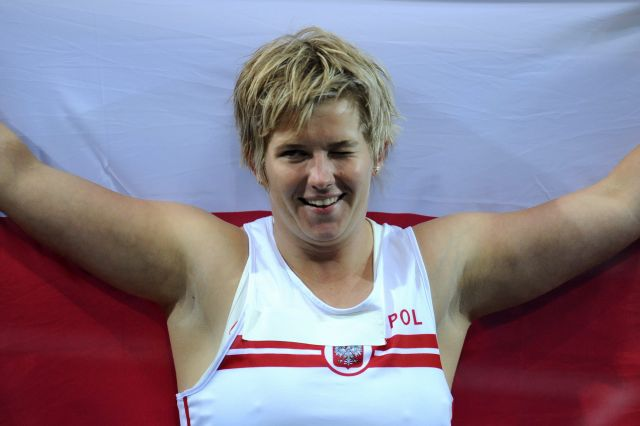
Anita Wlodarczyk gewann ihren nächsten Titel

Für das Finale hatten sich zwölf Athletinnen qualifiziert, acht von ihnen über die Qualifikationsweite, vier weitere über ihre Platzierungen. Allerdings wurden die Resultate von vier Athletinnen wegen Dopingbetrugs nachträglich annulliert. So waren im Finale je zwei Polinnen und Deutsche sowie je eine Teilnehmerin aus China, Frankreich, Großbritannien und Kuba vertreten. Hinzu kamen die vier Dopingsünderinnen, zwei von ihnen aus Russland, sowie je eine aus Moldawien und Weißrussland.
Als Favoritinnen galten in erster Linie die Weltmeisterin von 2009 Anita Wlodarczyk aus Polen und die Deutsche Weltrekordlerin Betty Heidler. Mit guten Medaillenchancen ging auch die chinesische WM-Dritte von 2011 Zhang Wenxiu und die gedopte russische Weltmeisterin von 2011 Tatjana Lyssenko an den Start. Die zweite deutsche Werferin Kathrin Klaas und die Kubanerin Yipsi Moreno, Olympiasiegerin von 2008 gehörten zu den Kandidatinnen mit guten Aussichten auf vordere Platzierungen.
Lyssenko übernahm im ersten Versuch mit 77,56 m die Führung. Włodarczyk war Zweite mit 75,01 m. Dahinter ging es eng zu. Auf Platz drei folgte Moreno mit 74,60 m, dahinter Heidler mit 73,90 m, die gedopte Moldawierin Zalina Petrivskaya folgte mit 73,77 m vor der Französin Stéphanie Falzon mit 73,06 m und Zhang mit 72,96 m. Im zweiten Durchgang verbesserte sich Włodarczyk weiter auf 76,02 m, fiel dennoch auf Platz drei zurück, da Zhang 76,34 m gelangen, das war nach Lyssenkos späterer Disqualifikation olympischen Rekord. In Runde drei verdrängte Klaas die Polin mit 76,05 m von Platz drei.
Da drei der gedopten Athletinnen unter den ersten Acht platziert waren, kam es letztlich zum Finale der besten Fünf, drei Werferinnen wurden um ihr Recht auf drei weitere Versuche betrogen. Die vierte Runde ergab keine Änderung auf den vorderen Rängen. Im fünften Durchgang kam es dann zu einigen Irritationen, Betty Heidlers Versuch wurde aufgrund eines Softwarefehlers nicht von der elektronischen Weitenmessung erfasst. Die Weite wurde mit 72,34 m angegeben, exakt dem Resultat der nach Heidler werfenden Moldawierin Marghieva. Für die Zuschauer im Stadion und an den Fernsehern war anhand der Linienmarkierungen deutlich erkennbar gewesen, dass Heidlers Wurf erheblich weiter gewesen sein musste. Es gab längere Diskussion der Athletin, die zumindest äußerlich ganz ruhig blieb, mit dem Kampfgericht. Ihr Versuch wurde nach dem Wettkampf auf 77,13 m korrigiert, der Protest der chinesischen Mannschaft abgewiesen, deren Athletin Zhang Wenxiu durch die Entscheidung vom Bronzerang auf den zu der Zeit gültigen vierten Platz zurückgefallen war. Włodarczyk hatte sich in diesem fünften Durchgang auf 77,12 m gesteigert und war damit nur zwei Zentimeter hinter Heidler Dritte. Sie verbesserte sich mit ihrem letzten Versuch nochmals auf 77,60 m, womit sie wieder an Heidler vorbeizog und vermeintlich Silber gewonnen hatte. Doch die dopingbedingten Disqualifikationen führten letztlich zu einem anderen Endergebnis: Anita Włodarczyk wurde Olympiasiegerin und Betty Heidler gewann die Silbermedaille. Für Zhang Wenxiu gab es doch noch Bronze. Kathrin Klaas wurde Vierte vor Yipsi Moreno und Stéphanie Falzon.

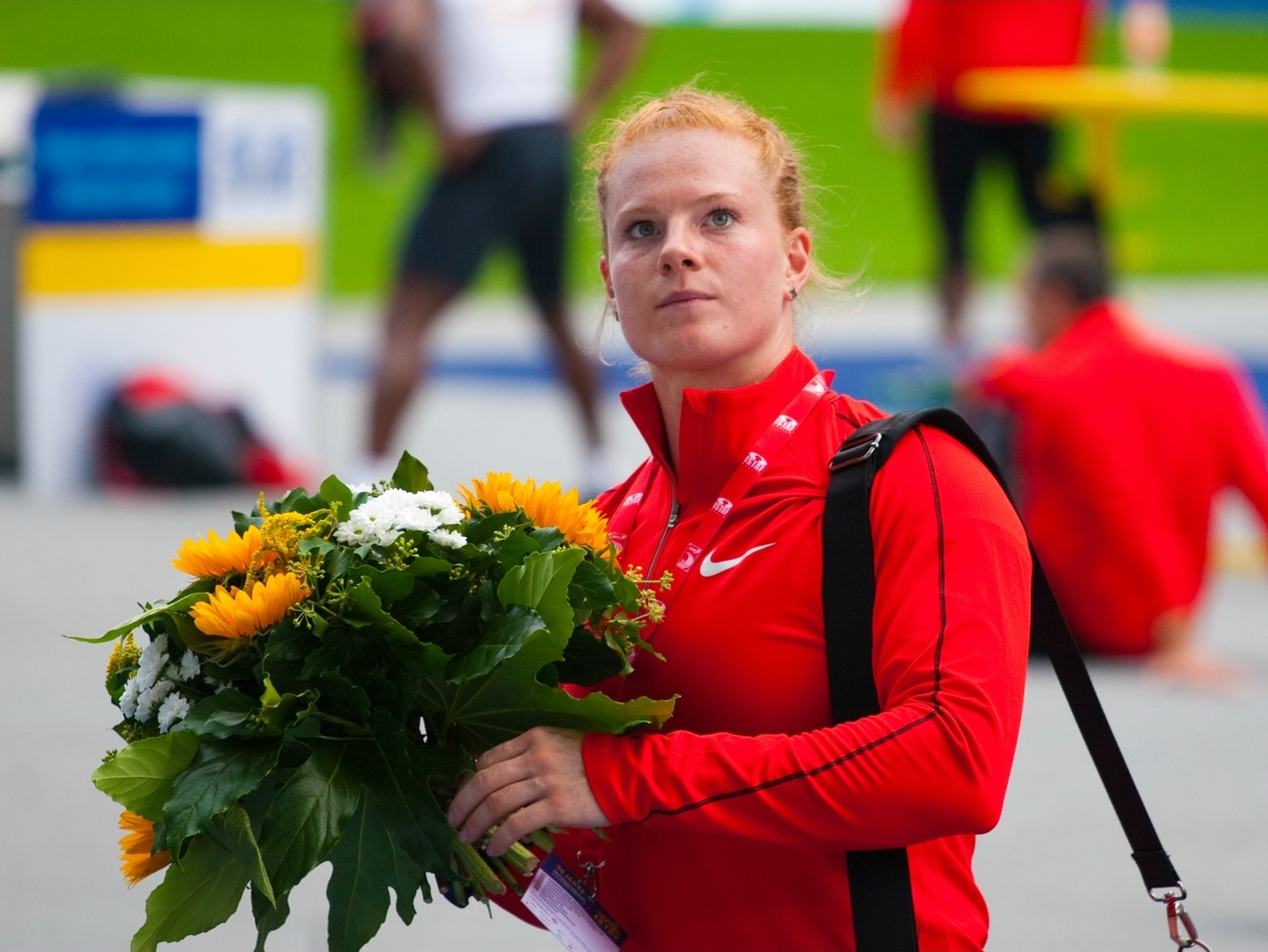
Silbermedaille: Betty Heidler
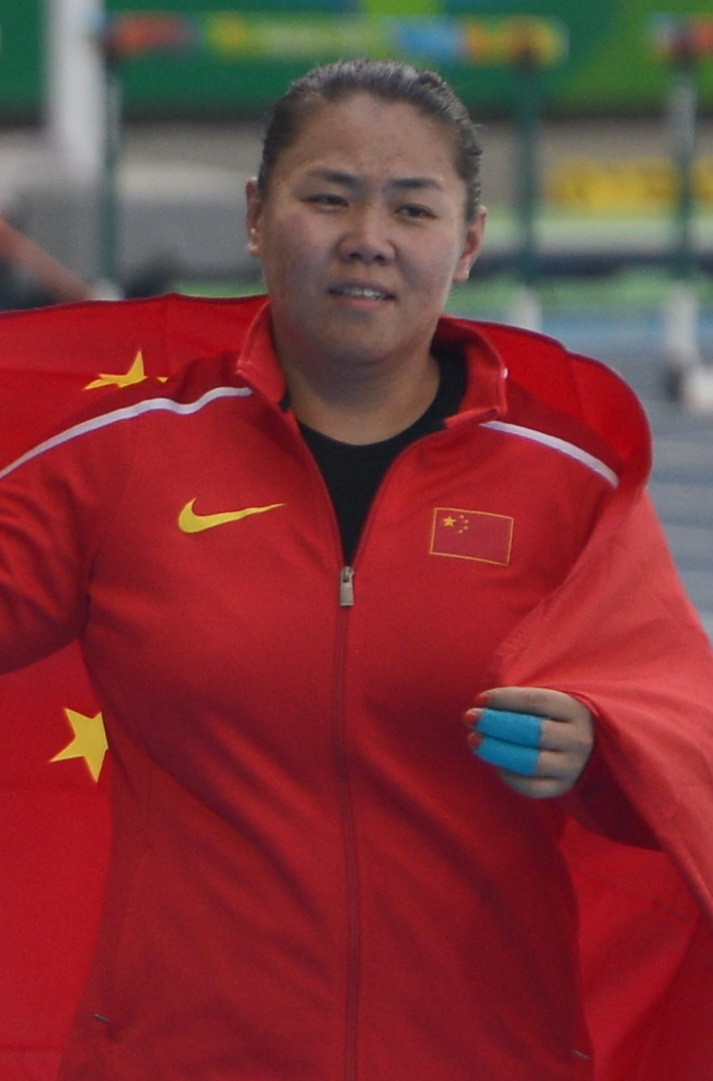
Bronzemedaille: Zhang Wenxiu
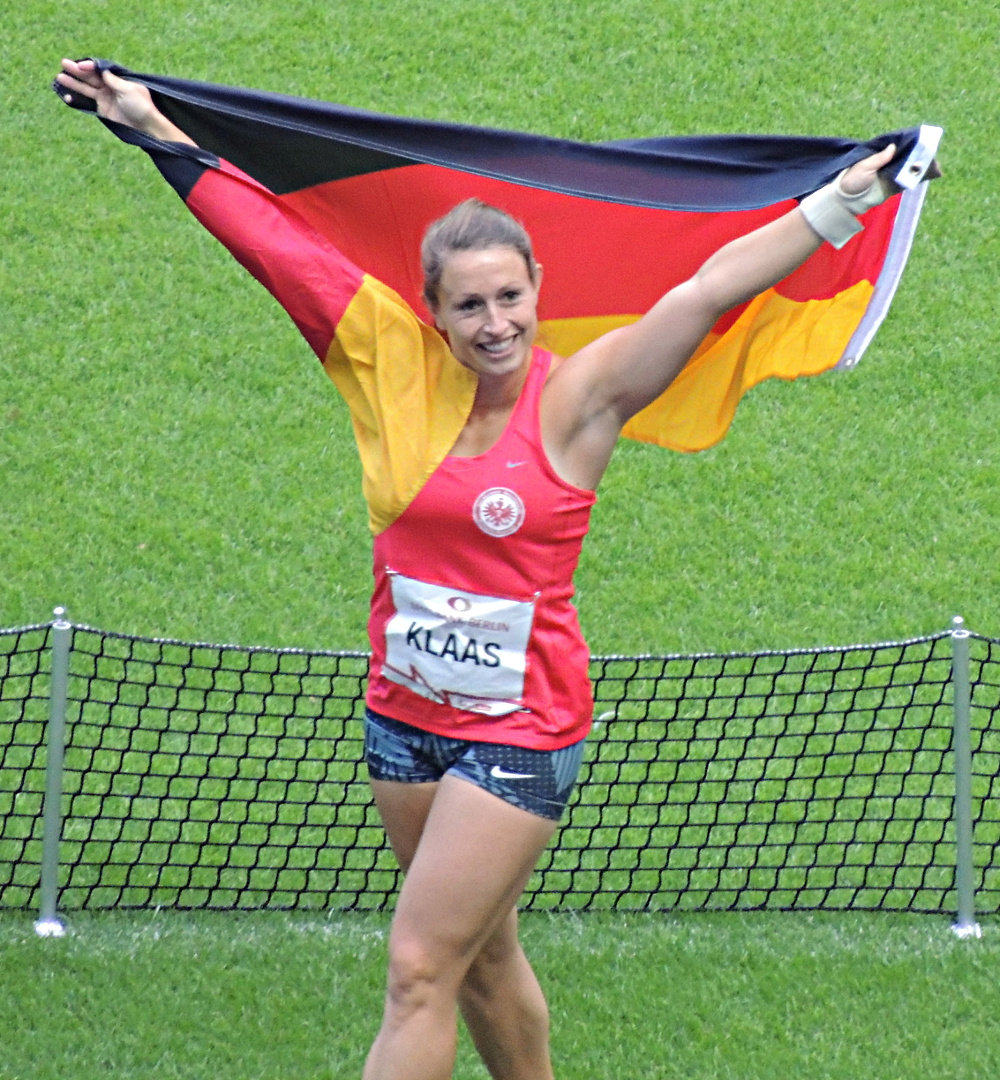
Kathrin Klaas kam auf den vierten Platz
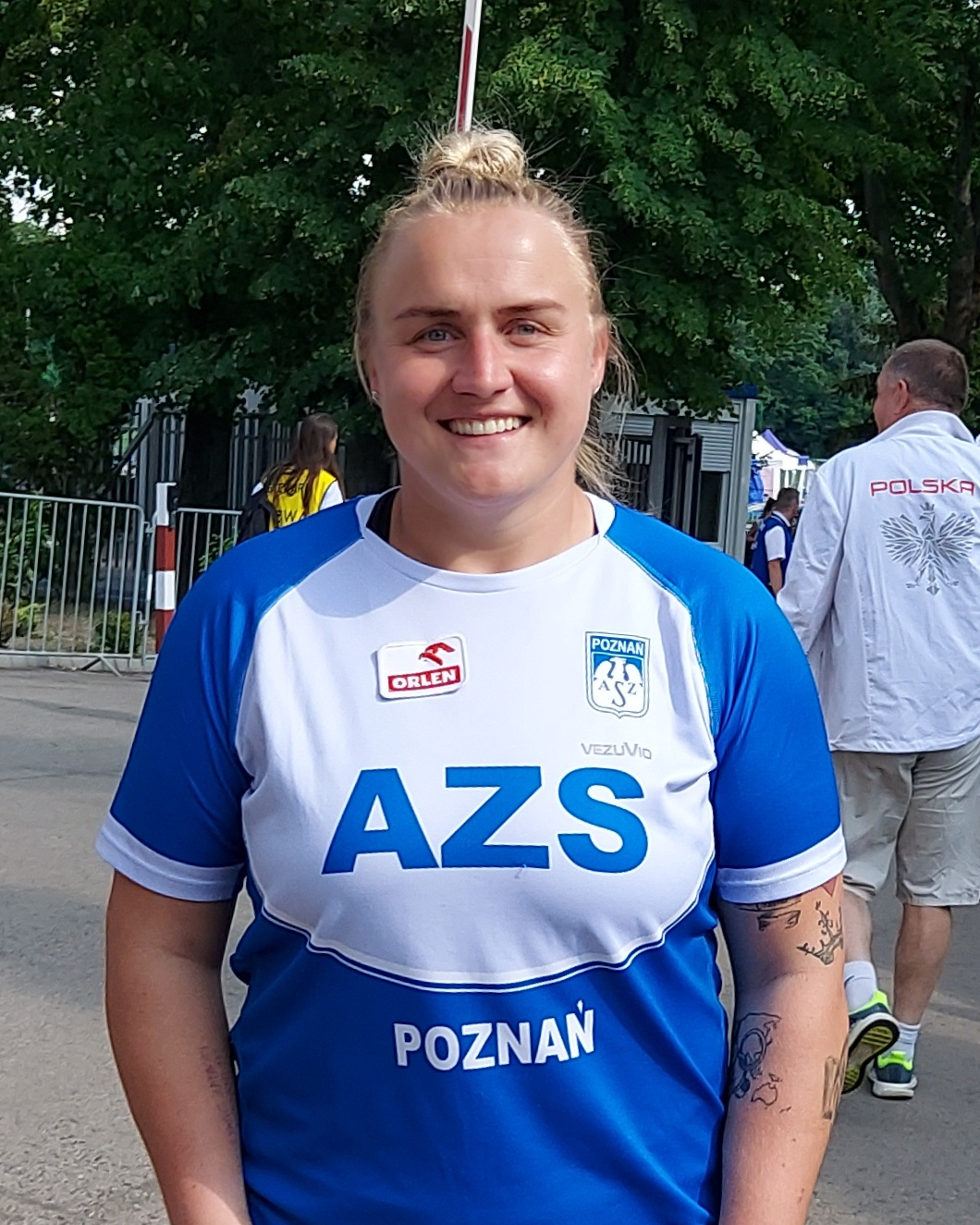
Rang sieben für Joanna Fiodorow
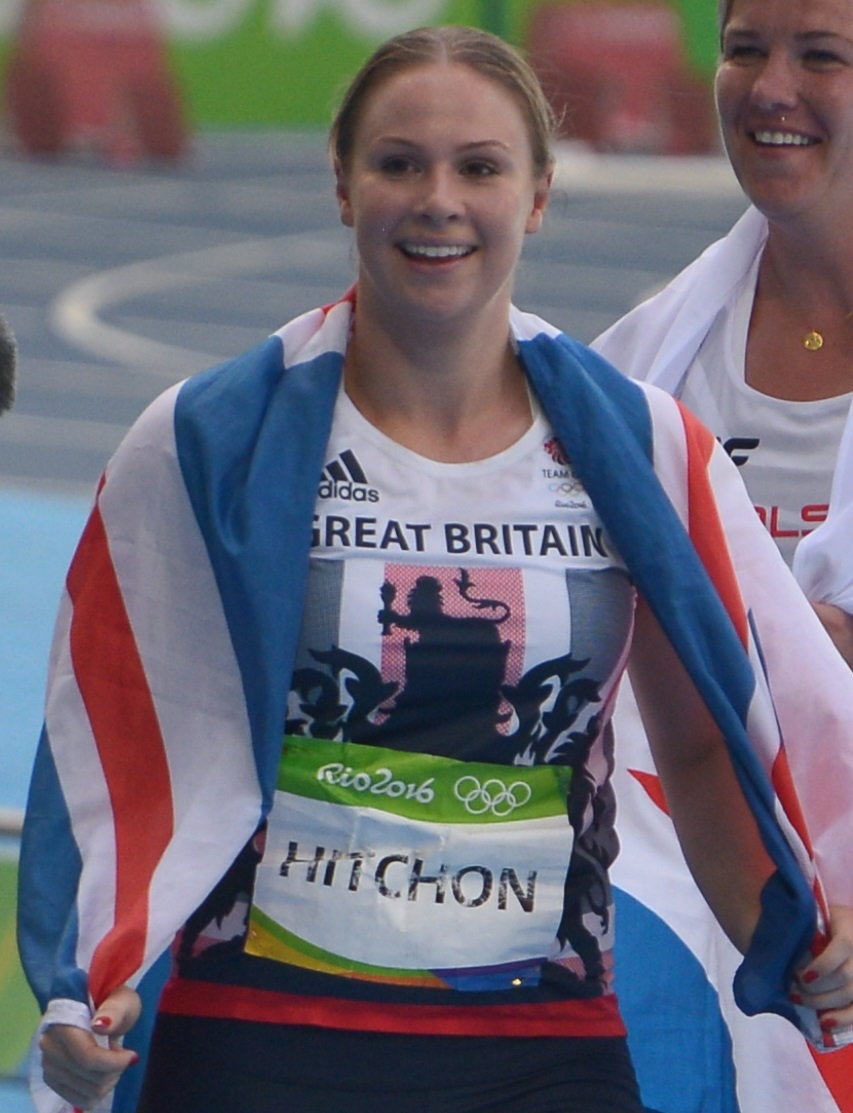
Sophie Hitchon belegte letztlich Rang acht, wurde allerdings durch die Dopingbetrügerinnen um die ihr eigentlich zustehenden drei letzten Würfe gebracht
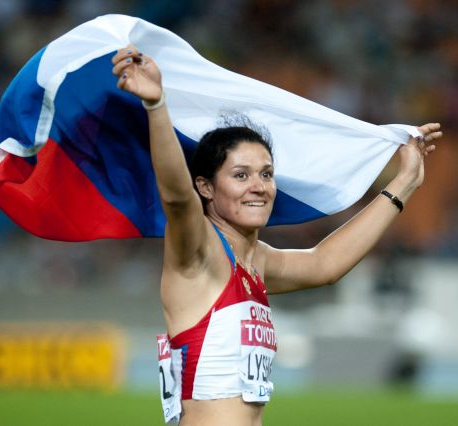
Tatjana Lyssenko – erst Gold, dann dopingbedingte Annullierung dieser Medaille
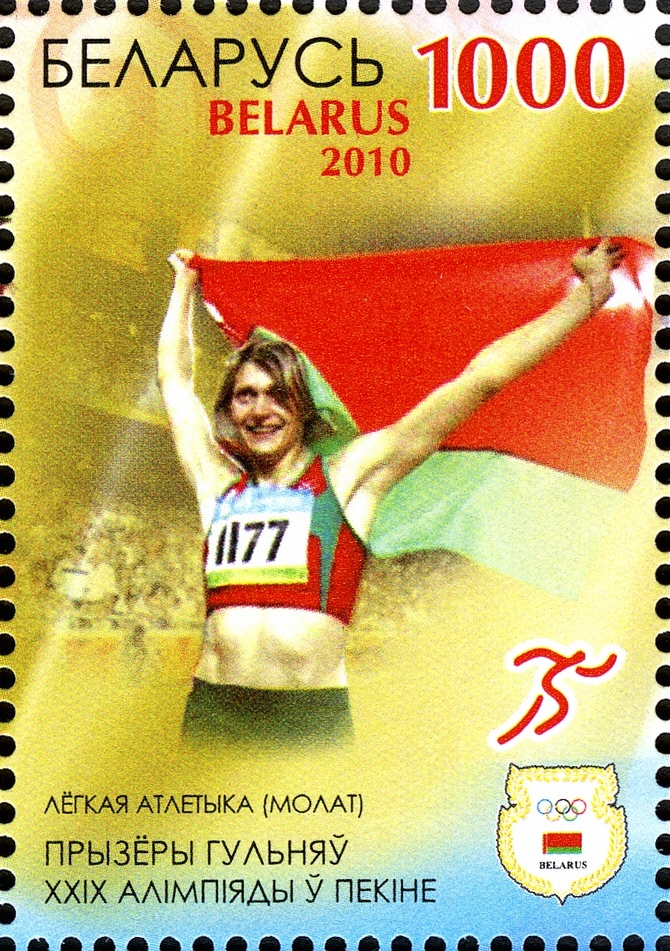
Aksana Mjankowa – eine weitere Dopingsünderin
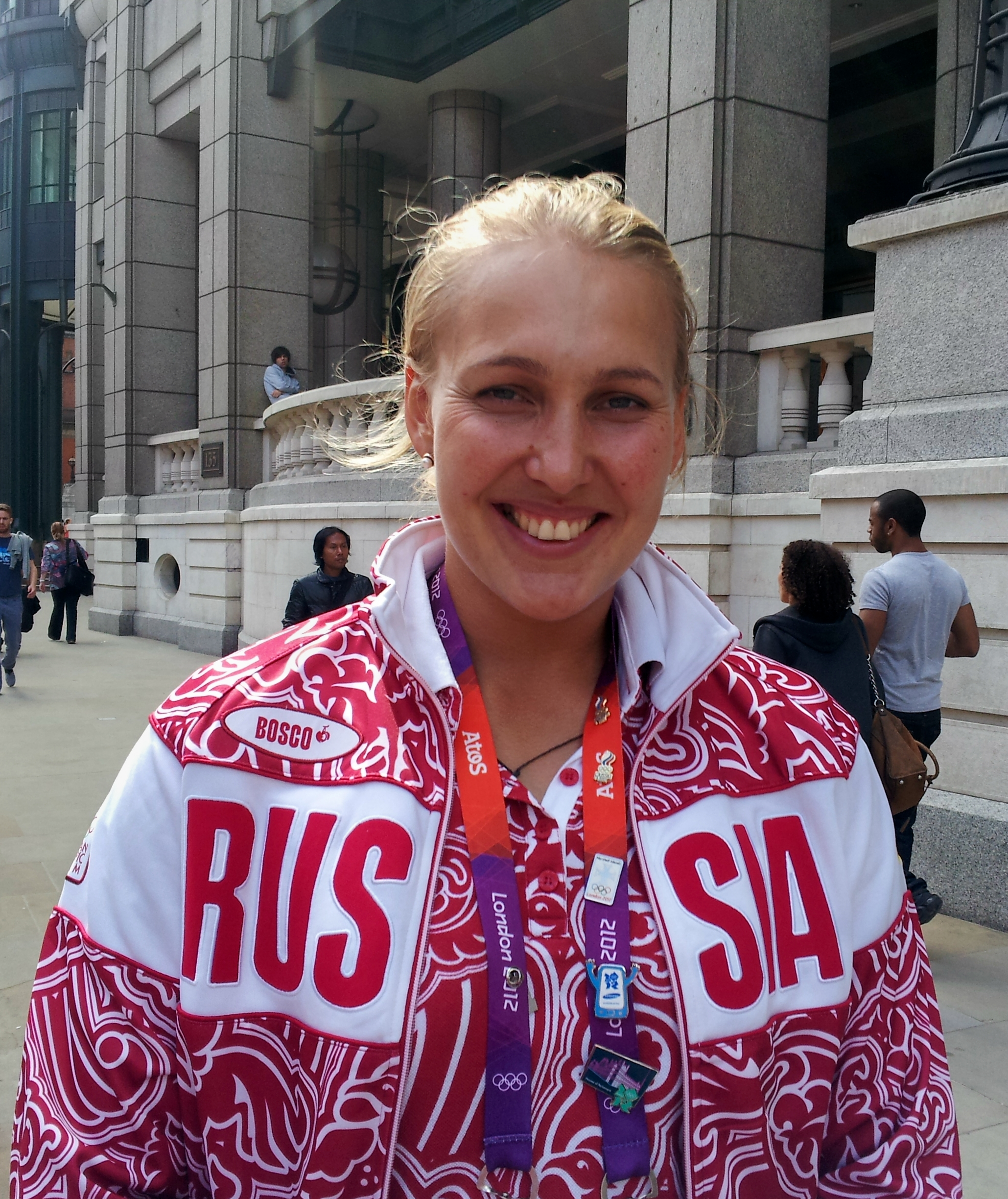
Dopingsünderin Marija Bespalowa

## Videolinks
- Women's Hammer Throw Qualifying Round Highlights - London 2012 Olympics, youtube.com, abgerufen am 21. April 2022
- A POWERFUL Performance - Road to Gold: Anita Wlodarczyk, youtube.com, abgerufen am 21. April 2022